# Hasan al-Fakiri
Hasan al-Fakiri, Hassan Fkiri (ar. حسن الفكيري; ur. 22 grudnia 1973) – tunezyjski a od 2010 australijski zapaśnik walczący w stylu klasycznym. Olimpijczyk z Sydney 2000, gdzie zajął siedemnaste miejsce w kategorii 97 kg.
Zajął dwudzieste drugie miejsce na mistrzostwach świata w 1998 i dwudzieste szóste w 2010. Srebrny medalista igrzysk afrykańskich w 1999. Zdobył dwa medale na mistrzostwach Afryki, złoty w 1998. Wicemistrz Oceanii w 2010 roku.
Doszedł do finału na igrzyskach wspólnoty narodów w 2010, ale został zdyskwalifikowany podczas walki finałowej za niesportowe zachowanie w stosunku do sędziów a następnie pozbawiony medalu.
- Turniej w Sydney 2000

Przegrał wszystkie walki, kolejno: z Białorusinem Siarhiejem Lisztwanem, Litwinem Mindaugasem Ežerskisem i Dawydem Sałdadze z Ukrainy.